# Штінепарі
Штінепарі (рум. Știnăpari) — село у повіті Караш-Северін в Румунії. Входить до складу комуни Кербунарі.
Село розташоване на відстані 348 км на захід від Бухареста, 51 км на південь від Решиці, 109 км на південь від Тімішоари.

## Населення
За даними перепису населення 2002 року у селі проживали 458 осіб, усі — румуни. Усі жителі села рідною мовою назвали румунську.